# Термоинтерфейс

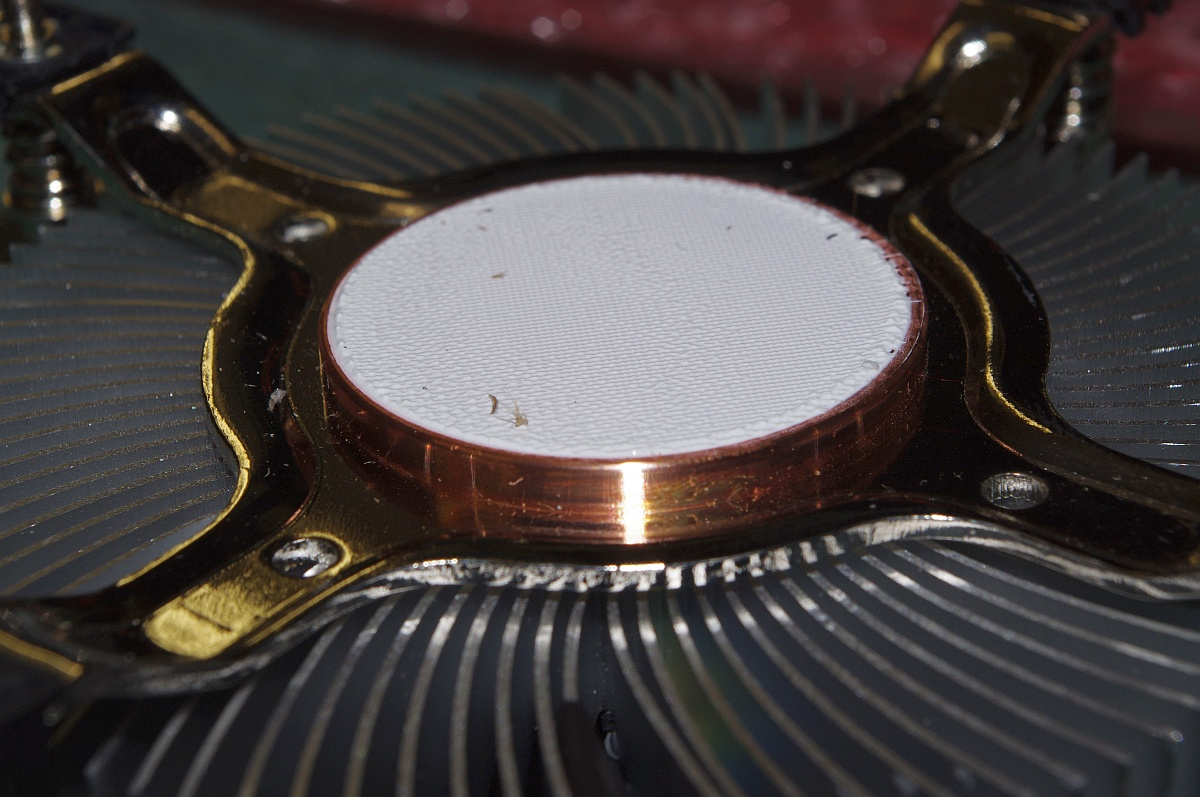
Термопаста нанесённая на контактную площадку радиатора кулера центрального процессора

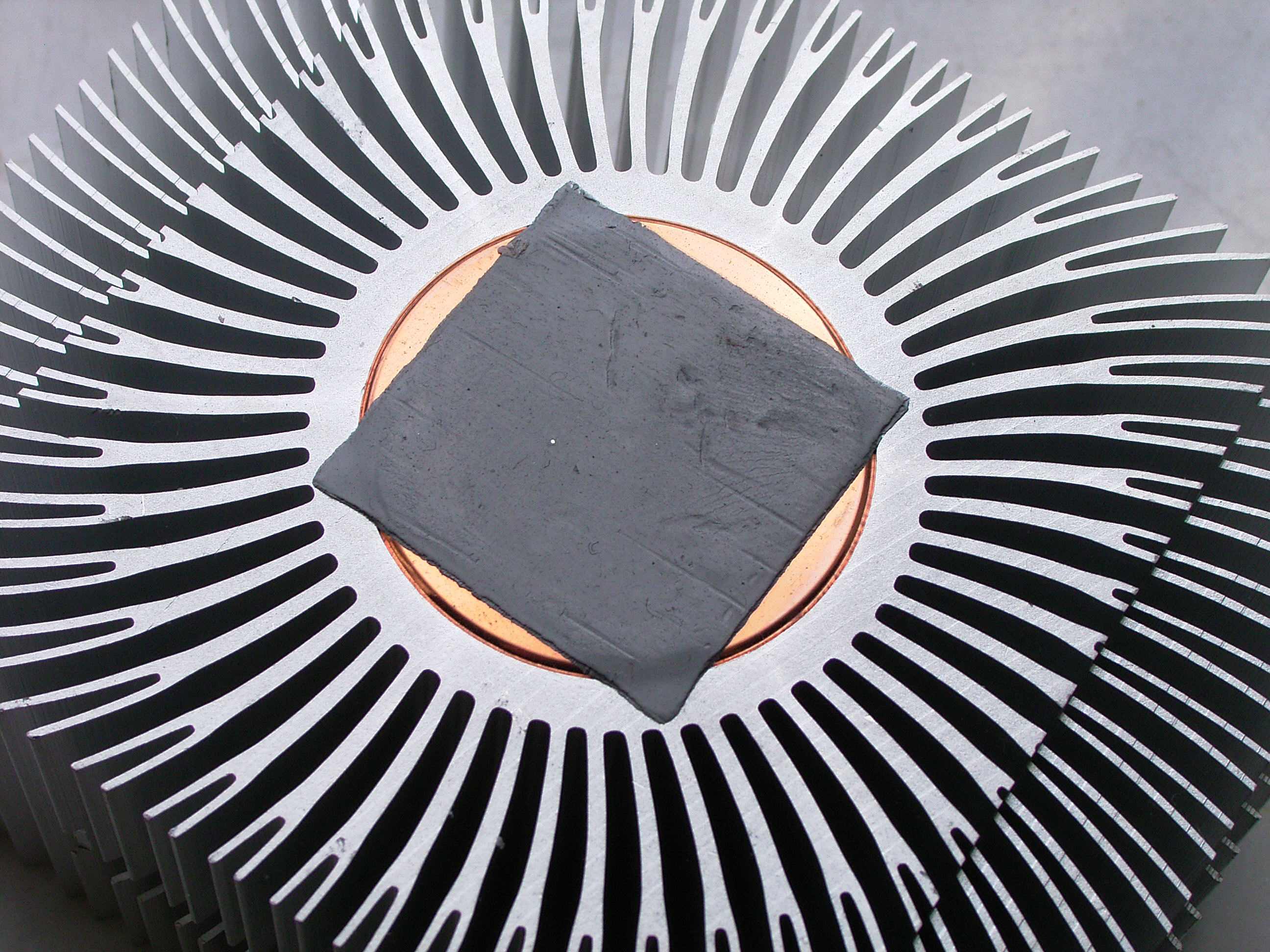
Отрезок теплопроводящей ленты (скотча) приклеенный на контактную площадку радиатора кулера

Термоинтерфейс — слой теплопроводящего состава (обычно многокомпонентного) между охлаждаемой поверхностью и отводящим тепло устройством. Наиболее распространенным типом термоинтерфейса являются теплопроводящие пасты (термопасты) и компаунды.
В быту наиболее известны термоинтерфейсы для тепловыделяющих компонентов персональных компьютеров (процессор, видеокарта, оперативная память, дроссели мат. плат и т. п.). Также применяется в электронике для теплоотвода от компонентов силовых цепей и уменьшения градиента температур внутри блоков.
Термоинтерфейсы применяются так же в системах теплоснабжения и подогрева.

## Типы термоинтерфейсов
Теплопроводные составы находят применение при производстве электронных компонентов, в теплотехнике и измерительной технике, а также при производстве радиоэлектронных устройств с высоким тепловыделением. Термоинтерфейсы имеют следующие формы:
- теплопроводящие пастообразные составы;
- полимеризующиеся теплопроводные составы;серебряные
- теплопроводящие клеящие составы;
- теплопроводящие прокладки;
- припои и жидкие металлы.

### Теплопроводные пасты

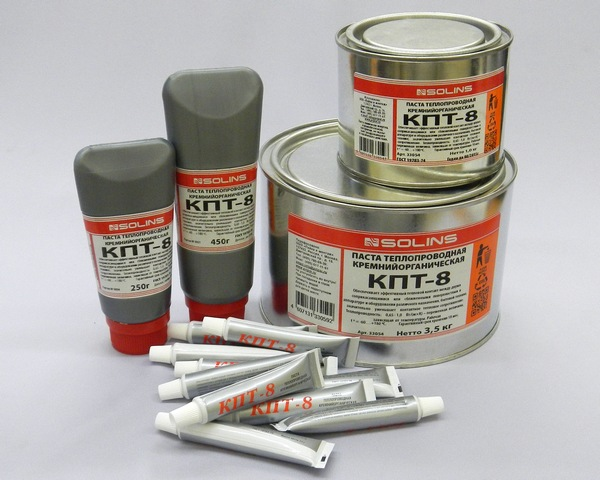
Термопаста КПТ-8 упакованная в тюбики и жестяные банки для промышленного применения

Теплопроводная паста (разг. термопаста) — многокомпонентное пластичное вещество с высокой теплопроводностью, используемое для уменьшения теплового сопротивления между двумя соприкасающимися поверхностями. Теплопроводящая паста служит для замены воздуха, находящегося между поверхностями, на теплопроводящую пасту с более высокой теплопроводностью.

#### Требования
Основные требования к термопроводным пастам:
- наименьшее тепловое сопротивление;
- стабильность свойств с течением времени работы и хранения;
- стабильность свойств в рабочем диапазоне температур;
- удобство нанесения и легкость смывания;
- в некоторых случаях к теплопроводным составам предъявляются требования высоких электроизоляционных свойств и низкой электроёмкостью.

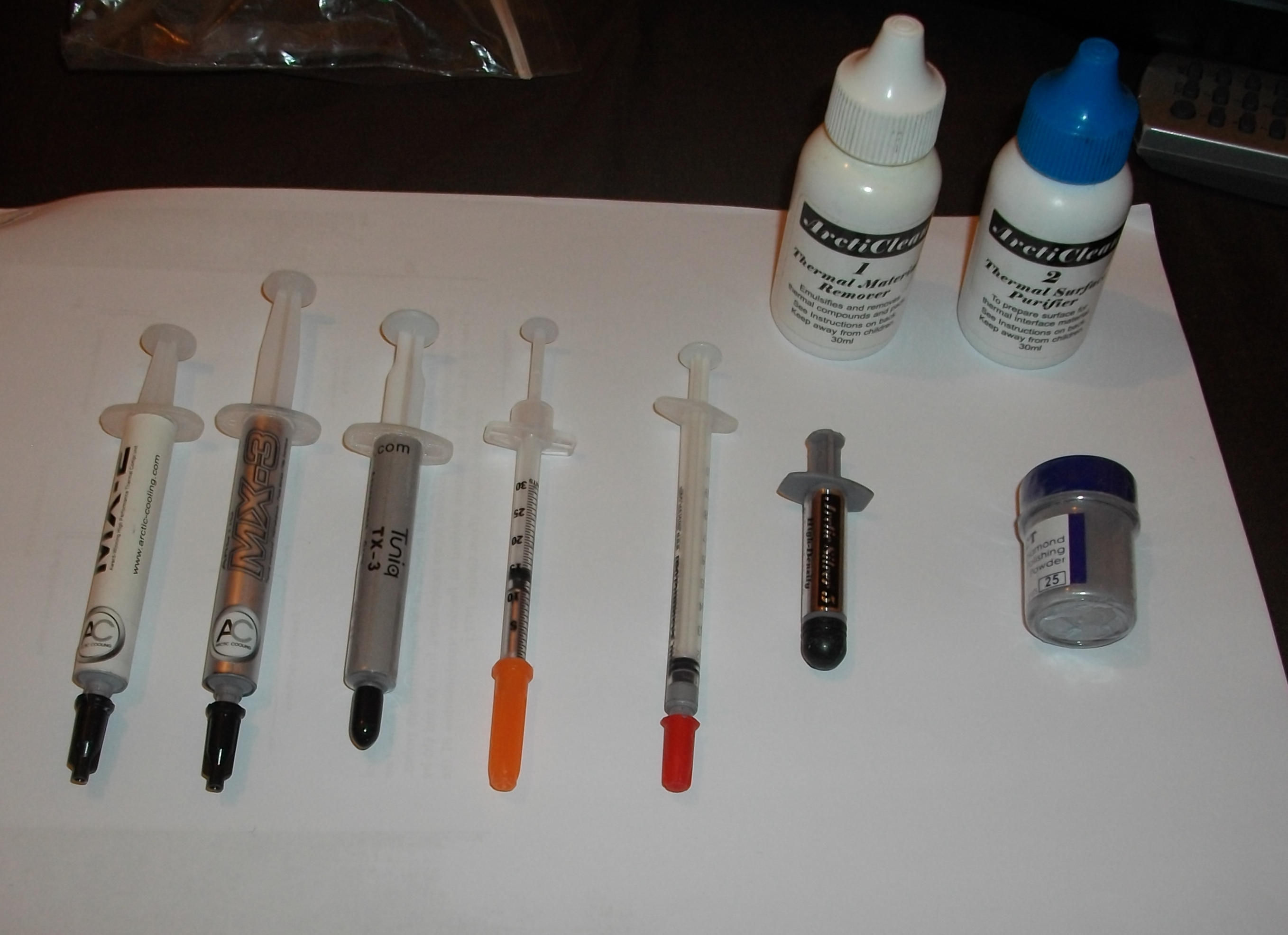
Термопасты с разной теплопроводностью (Вт/(м·К)) упакованные производителями в шприцы и баночки

#### Составы
При изготовлении термопроводных паст в качестве теплопроводящих компонентов используются наполнители с высокой теплопроводностью в виде микро- и нанодисперсных порошков и их смеси:
- металлов (вольфрам, медь, серебро);
- микрокристаллов (алмаз);
- оксиды металлов (цинка, алюминия и др.);
- нитридов (бора, алюминия);
- графита/графена.

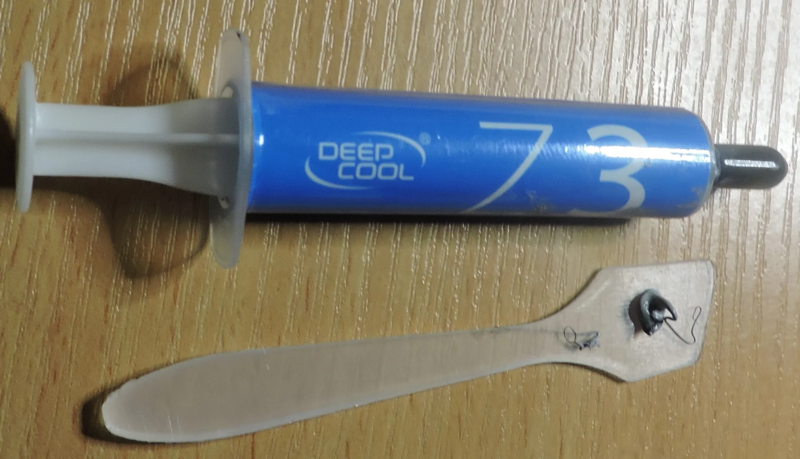
Термопаста Deepcool Z3 в шприце.Масса — 1,5 г. Рядом со шприцем прилагаемая к нему лопаточка, на которую нанесена сама паста, подготовленная для нанесения

В качестве связующих веществ используются минеральные или синтетические масла, жидкости и их смеси, имеющие низкую испаряемость.
Существуют теплопроводные пасты с полимеризующимся на воздухе связующим.
Иногда, с целью повышения плотности, в их состав добавляются легкоиспаряемые компоненты, которые позволяют иметь достаточно жидкую теплопроводную пасту в процессе нанесения и высоко плотный термоинтефейс с высокой теплопроводностью. Такие теплопроводные составы обычно выходят на максимальную теплопроводность в течение 5—100 часов работы в штатном режиме (конкретные значения в инструкции по применению).
Существуют термопроводные пасты на основе жидких при 20—25°С металлов, состоящие из чистых индия и галлия и сплавов на их основе.
Наилучшие (и наиболее дорогие) термопасты на серебряной основе; оптимальной по рейтингу является основа на оксиде алюминия (обе обладают наименьшим тепловым сопротивлением).
Наиболее дешёвая (и наименее эффективная) термопаста имеет керамическую основу.
Наиболее простой термопастой является смесь графитового порошка из «простого» карандаша типа «Конструктор М», натёртого на наждачной бумаге, и нескольких капель бытового минерального смазочного масла.

#### Использование
Термопаста используется в электронных устройствах для улучшения теплопередачи между тепловыделяющими элементами и устройствами отвода тепла от них (например, между процессором и радиатором). Главное требование при применении теплопроводящей пасты — минимальная толщина её слоя. Для этого при нанесении теплопроводящих паст необходимо руководствоваться рекомендациями изготовителя. Небольшое количество пасты, нанесенное на область теплового контакта, раздавливается при прижиме поверхностей друг к другу. При этом паста заполняет мельчайшие углубления, вытесняя воздух между поверхностями и способствует появлению однородной среды для распространения тепла.
Другие случаи применения.

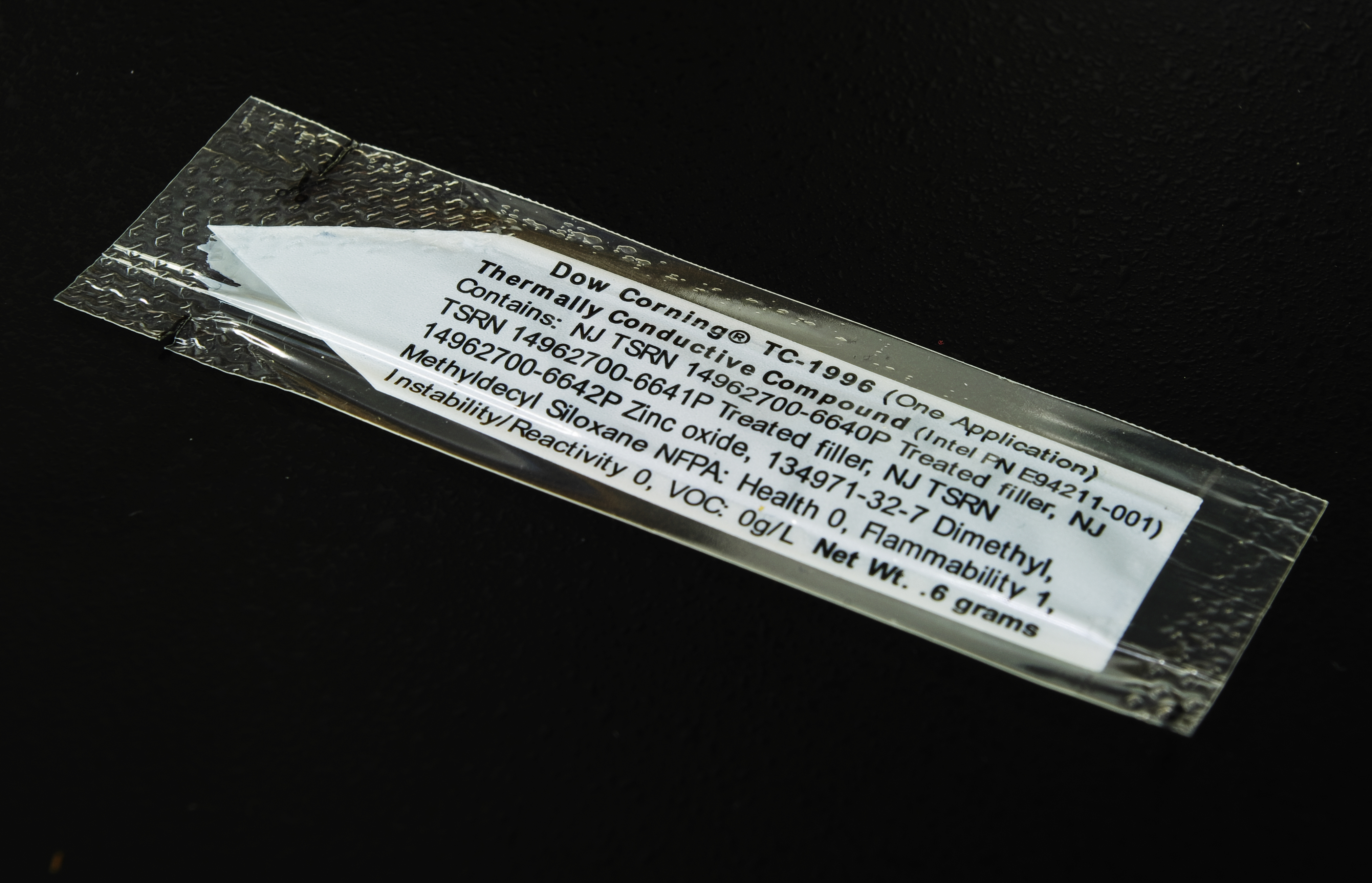
Термопаста для разового одномоментного применения в упаковке из полимерной плёнки

Термопаста используется при охлаждении узлов электроники, имеющих тепловыделение больше допустимого для данного типа корпуса: силовых транзисторов, интегральных стабилизаторов напряжения и микросхем питания (ключей) в импульсных блоках питания, в блоках строчной развёртки телевизоров с кинескопом, транзисторов выходных каскадов мощных усилителей, также микросхем (такие как микросхемы TDA)/микросборок (такие как серия STK) аудиоусилителей.

### Теплопроводные клеи

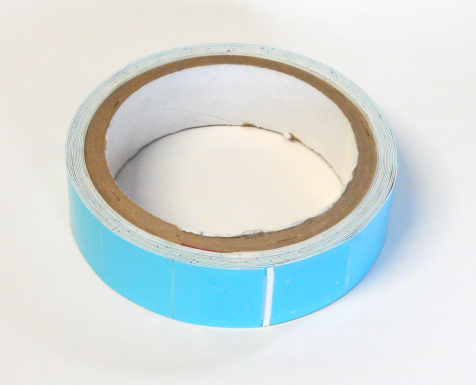
Вместо теплопроводящих клеев или паст может использоваться и теплопроводящий двухсторонний скотч

Применяется в случае, если невозможно использование теплопроводной пасты (из-за отсутствия крепежа), для монтажа теплоотводящей арматуры к процессору, транзистору и т. п. Это неразборное соединение и требует соблюдения технологии склейки. В случае её нарушения возможно увеличение толщины термоинтерфейса и ухудшение теплопроводности соединения.

### Теплопроводные заливочные компаунды
Для улучшения герметичности, механической и электрической прочности электронные модули зачастую заливают полимерными компаундами. Если модули рассеивают значительную тепловую мощность, то заливочные компаунды должны обеспечивать стойкость к нагреву и термоциклированию, выдерживать термические напряжения из-за градиентов температуры внутри модуля, облегчать теплоотвод от компонентов к корпусу модуля.

### Пайка
Набирающий популярность термоинтерфейс основан на спайке поверхностей легкоплавким металлом. При правильном применении такой метод дает рекордные параметры удельной теплопроводности, однако имеет множество ограничений и сложностей. В первую очередь проблемой является материал поверхностей и качество подготовки к монтажу. В производственных условиях возможна пайка любых материалов (некоторые требуют специальной подготовки поверхностей). В бытовых условиях или в мастерских пайкой соединяются медные, серебряные, золотые поверхности и другие хорошо поддающиеся лужению материалы. Алюминиевые, керамические и полимерные поверхности совершенно непригодны (а значит, невозможна гальваническая изоляция деталей).
Перед соединением пайкой соединяемые поверхности очищают от загрязнений. Чрезвычайно важна качественная очистка поверхностей от всех типов загрязнений и следов коррозии. При температурах плавления легкоплавких металлов флюсы неэффективны и не используются, поэтому очистка выполняется механической зачисткой и удалением загрязнений растворителями (например, спиртом, ацетоном, эфиром), для чего в коробку с термоинтерфейсом часто вкладывают жесткую мочалку и гигиеническую проспиртованную салфетку. По этой же причине нельзя работать с термоинтерфейсом без перчаток: жир значительно ухудшает качество пайки.
Собственно пайка выполняется нагревом соединения при заданном производителем термоинтерфейса усилии. Некоторые типы промышленных термоинтерфейсов требуют первоначального разогрева обеих спаиваемых деталей до 60—90 градусов Цельсия. Обычно рекомендуют делать предварительный разогрев (например, техническим феном) с последующей окончательной спайкой саморазогревом работающего устройства.
На сегодня термоинтерфейс такого типа предлагается в виде фольги из сплава с температурой плавления чуть выше комнатной (50…90 градусов Цельсия, например, сплава Филдса) и в виде пасты сплава с комнатной температурой плавления (например, Галинстан или «Coollaboratory Liquid Pro»). Пасты сложнее в применении (их необходимо тщательно вмазывать в спаиваемые поверхности). Фольга требует специального прогрева при монтаже.

### Изолирующие термоинтерфейсы
Электрическая изоляция между элементами теплопередачи обычно используется в силовой электронике. Выполняется с помощью керамических, слюдяных, силиконовых или пластиковых прокладок, подложек, покрытий:
- гибкие прокладки из силиконовых компаундов и твердые прокладки из керамики;
- печатные платы с основой из алюминиевого или медного листа, покрытого тонким керамическим слоем, поверх которого нанесена медная фольга дорожек. Такие платы, как правило, «односторонние» (фольга с одной стороны), а второй стороной они крепятся к теплоотводу (радиатору).
- полностью изолированные силовые компоненты (металлический теплоотвод стандартных корпусов силовых электронных компонентов покрыт слоем эпоксидного состава).

## Применение
Нанесение и снятие термоинтерфейса выполняется строго по инструкции производителя устройства охлаждения и термоинтерфейса.
Некоторые типы термоинтерфейсов являются электропроводящими, поэтому с ними нужно проявлять особую осторожность (не допускать излишков электропроводящего материала) при нанесении на поверхность с целью недопущения попадания на электропроводящие цепи и дальнейшего короткого замыкания.
- Силовая электроника
- Вычислительная техника
- Датчики температуры